# 伦佐·德韦基
伦佐·德韦基（義大利語：Renzo De Vecchi，1894年2月3日—1967年5月14日），意大利男子足球运动员，司职边后卫。他曾代表意大利参加1912年、1920年和1924年夏季奥林匹克运动会足球比赛，最好名次为1920年奥运会的第四名。